# Лав Куљешов
Лав Владимирович Куљешов (рус. Лев Влади́мирович Кулешо́в; Тамбов, 13. јануар 1899 — Москва, 29. март 1970) је био руски филмски стваралац који је осмислио и помогао да се оснује прва филмска школа на свету — Moscow Film Scool.
Куљешов се може сматрати једним од првих теоретичара филма, а заједно са Сергејом Ејзенштајном, који је једно кратко време био његов ученик, и Всеволодом Пудовкином био је вођа онога што се у теорији филма зове Совјетска теорија монтаже. Према његовом мишљењу основа филма је била управо монтажа, дакле веза између два кадра. Своју тезу односно принцип илустровао је „Куљешовим експериментом“, у коме је монтажно спојио исти кадар (глумчев крупан план) са потпуно различитим садржајем (тањир чорбе, мртвачки сандук и сл.) и такве монтажне јединице и њихово значење гледаоци су сасвим различити перципирали.
Уз свој теоретичарски рад Куљешов је паралено радио и као филмски аутор, све до тренутка у ком стаљинистичка власт тадашње Русије није то онемогићила.

## Филмографија
- (1918)
- (1920)
- (1924)
- (1925)
- (1926)
- (1927)
- (1929)
- (1929)
- (1931)
- (1932)
- (1933)
- (1934)
- (1940)
- (1941)
- (1942)
- (1944)

## Награде
- Статус Народног уметника 1969.
- Орден Лењина
- Орден Црвене заставе рада